# Meierturm Silenen
Der Meierturm (auch Turm der Edlen von Silenen) steht in der Schweizer Gemeinde Silenen im Kanton Uri.
Die Adligen von Silenen amteten als Meier der Zürcher Fraumünsterabtei und verwalteten deren Güter im mittleren Reusstal. Der im 13. Jahrhundert erbaute Turm diente ihnen als Wohn- und Amtssitz.
Der Meierturm ist ein Kulturgut von nationaler Bedeutung, KGS-Nr. 10449.

## Aussichtsturm
94 Treppenstufen führen zur inneren Aussichtsplattform in 16 Meter Höhe. Von dieser hat man einen Ausblick auf die beiden Ortschaften Amsteg und Silenen sowie den umliegenden Berge der Urner- und Glarner Alpen.

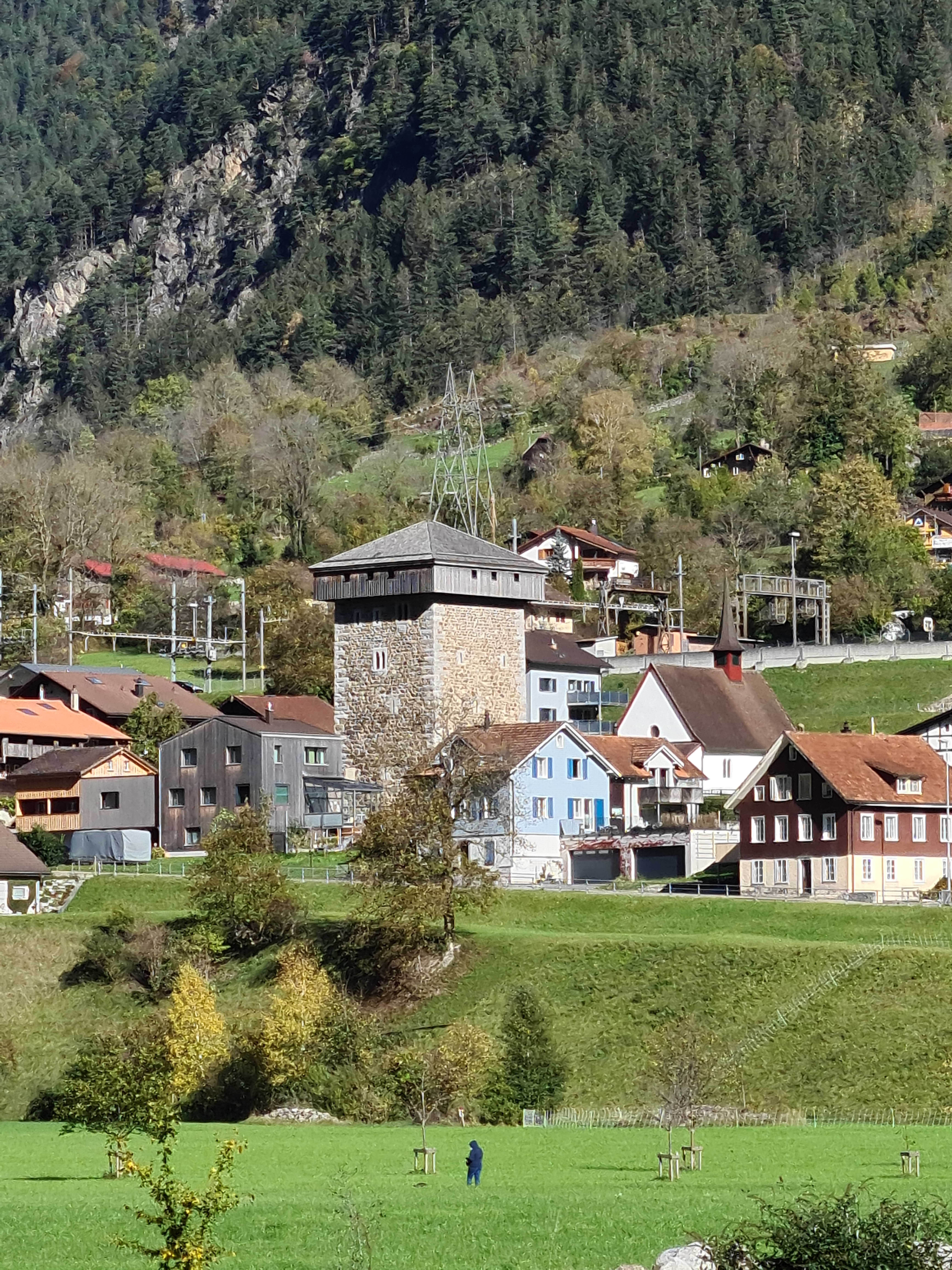
Meierturm in Silenen
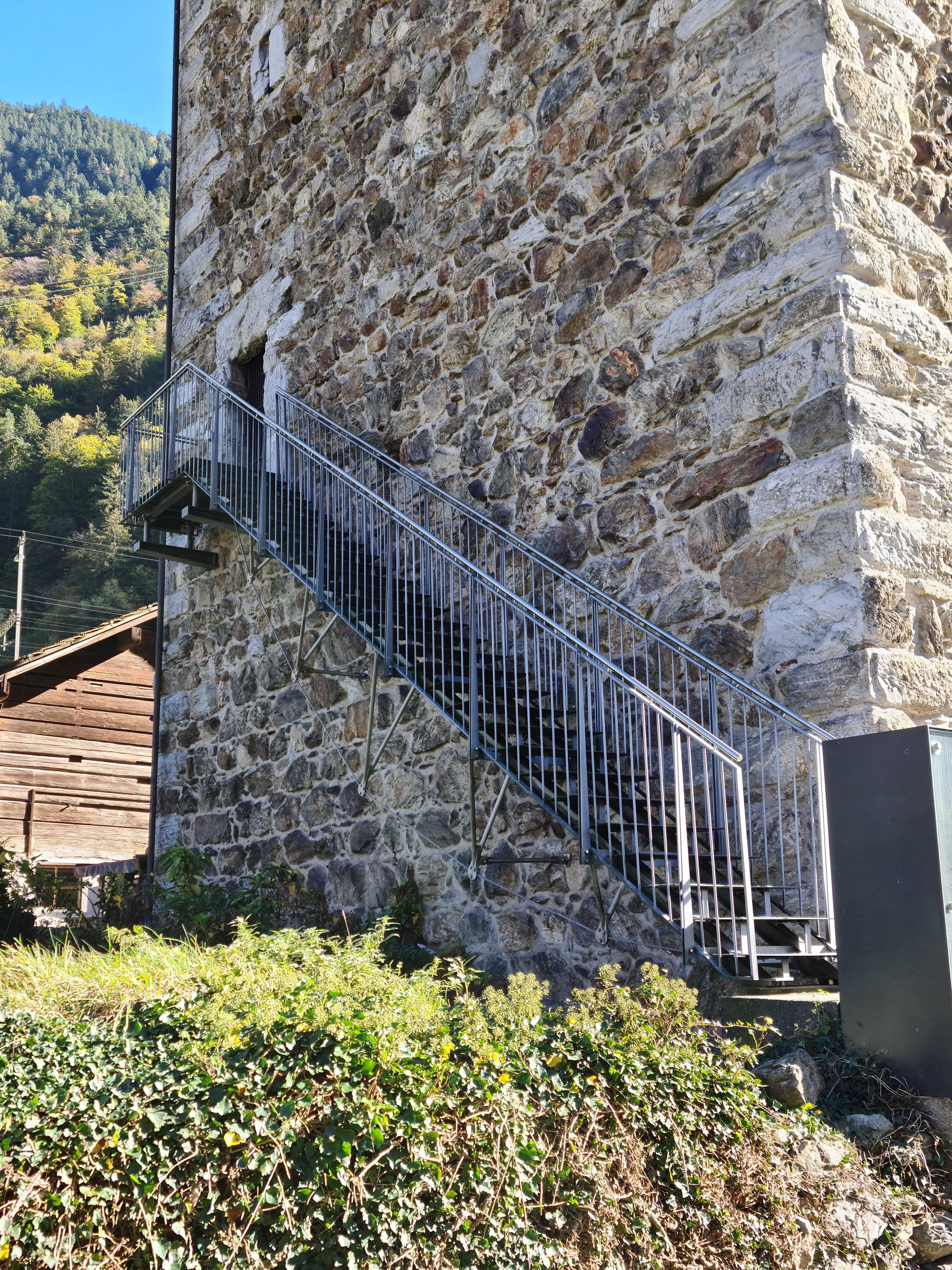
Äussere Treppe
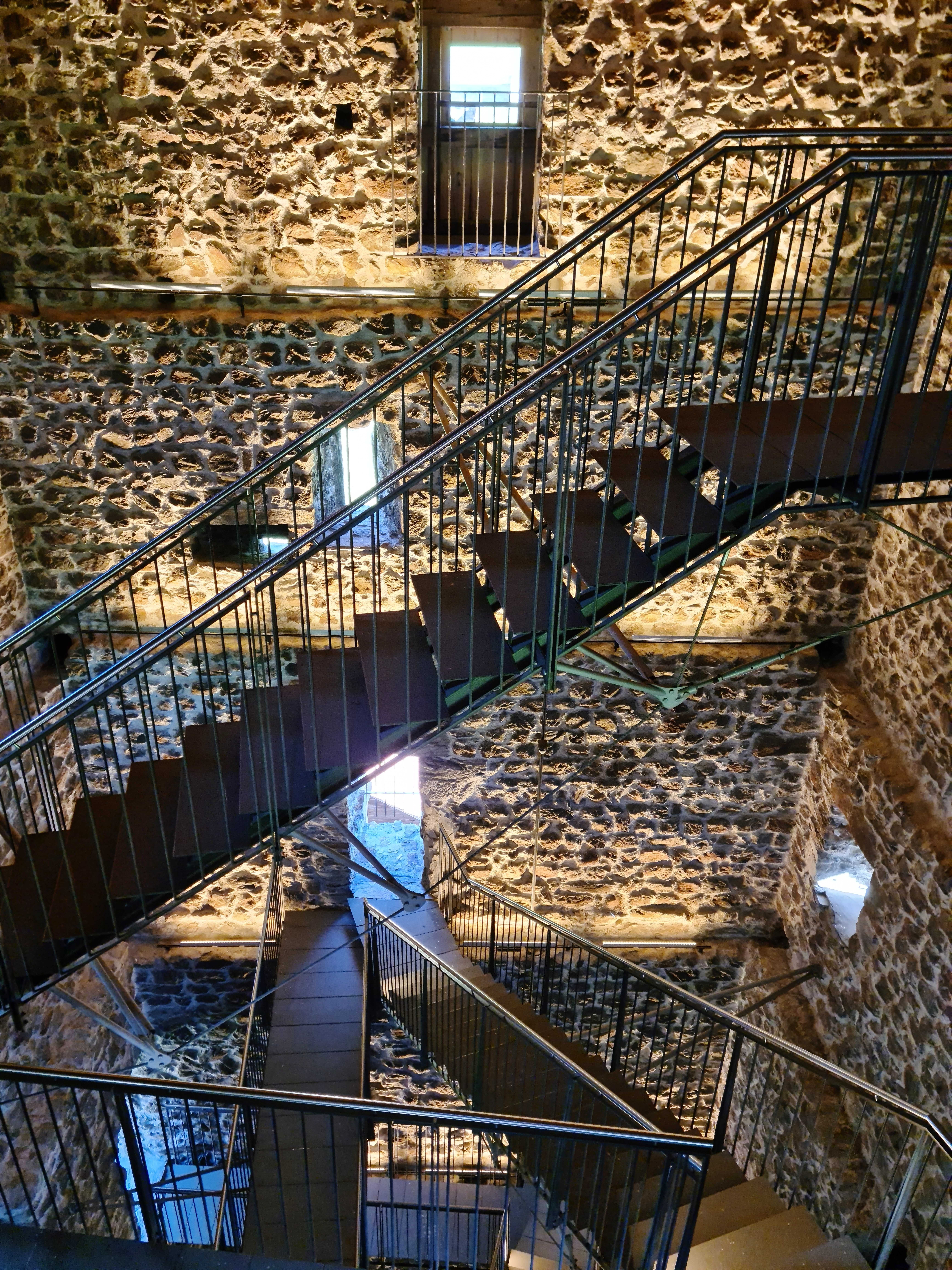
Innere Treppe
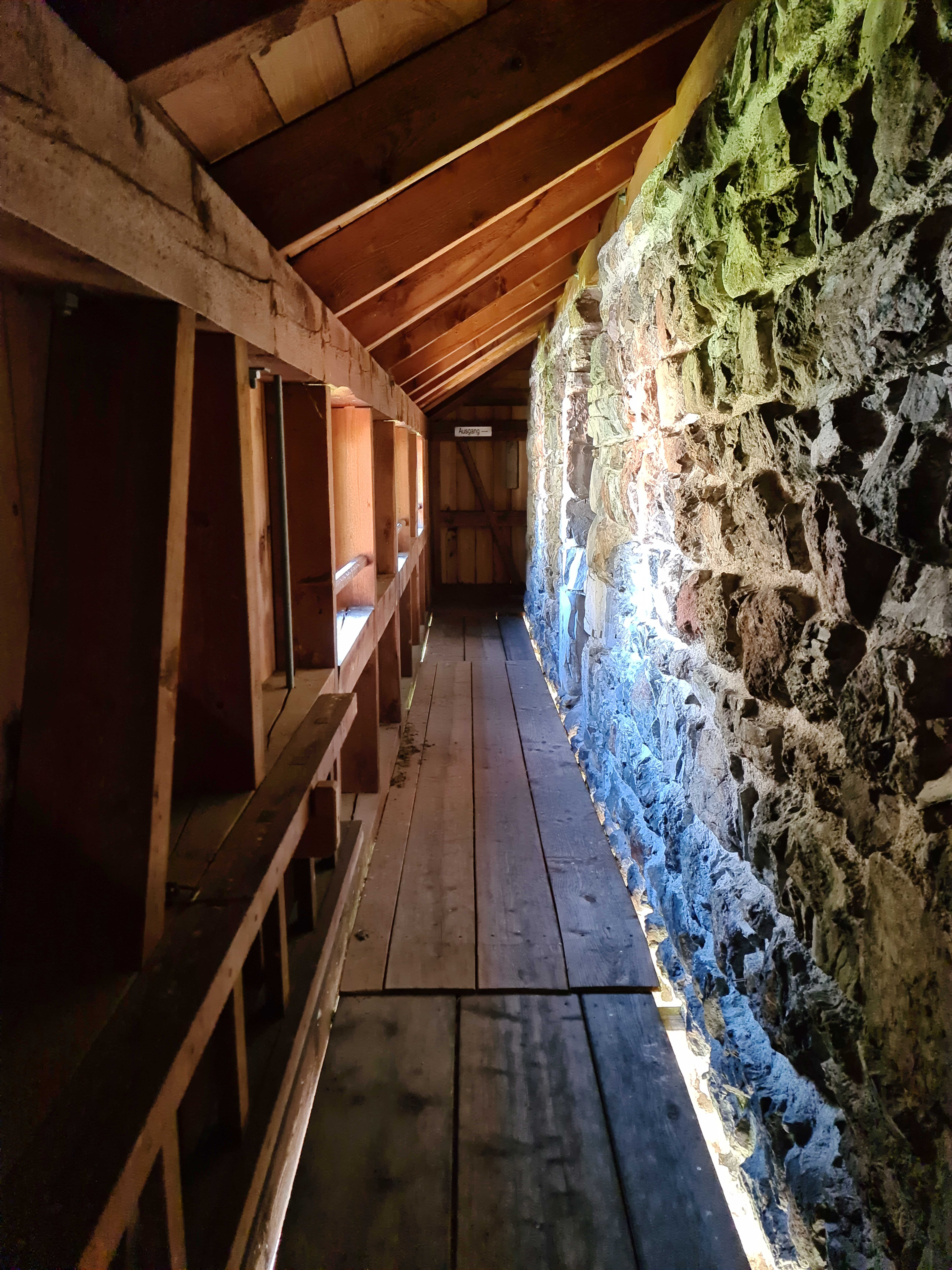
Aussichtsplattform